# メイベリン
メイベリン ニューヨーク（Maybelline New York）とは、1915年創業のアメリカでもトップクラスの化粧品会社であり、1996年以降はロレアル傘下のブランドの一つ（それ以前はコーセーがライセンス販売をしていた）となり、世界No.1メイクアップブランドとして、90カ国以上で販売をしている。

## ブランド哲学・ブランドタグライン
- ブランド哲学：MAYBE SHE'S BORN WITH IT. MAYBE IT'S MAYBELLINE　" 彼女は"IT"（その何か）を持って生まれたのかもしれないし、それはメイベリンなのかもしれない"
- ブランドタグライン：Make It Happen　なりたい自分を思いのままに表現できるメイクの可能性や、メイクによる自信をパワーに、新しい何かを起こそうとする自分の一歩を応援するというメッセージが込められている。

## 歴史
1913年に薬剤師だったT・L・ウィリアムズが妹メイベルのために考案したのがメイベリン・マスカラで、他の女と恋に落ちていた妹メイベルのボーイフレンド・チェットを妹の方に戻したいと考えたウィリアムズはワセリンゼリーに石炭粉を混ぜ、まつ毛を濃く見せる化粧品を作った。メイベルは、そのマスカラを使用し続け、無事結婚するに至った、というエピソードがある。これがマスカラ第1号となる。
- 1915年 - 「メイベリン」の名前で会社設立[1]。当初は通信販売でビジネスを始める[2]。
- 1917年 - ドラッグストアにて発売開始。
- 1932年 - バラエティーストアにて発売開始。
- 1967年 - 日本に上陸[1]。
- 1970年 - フェイス、リップ、ネイルなどを発売し、トータルメイクアップブランドとしての拡充を行う。
- 1991年 - ブランドを刷新。現在のブランドロゴに。
- 1996年 - ロレアルグループ傘下に。ブランド名を「メイベリン ニューヨーク」に改め、本社をニューヨークに移す[1]。
- 1999年 - 日本ロレアルのもとで、日本市場においてブランドを刷新[1]。

## イメージキャラクター

### 現在
- 錦戸亮
- ITZY
- ジジ・ハディッド
- エリン・ワッソン
- シャーロット・ケンプ・ミュール
- ジュリア・ステグナー
- クリスティー・ターリントン
- ジェシカ・ホワイト
- エミリー・ディドナート
- リザラ・モンテネグロ
- アドリアナ・リマ
- フリーダ・グスタヴソン
- エミリー・ディドナート
- フレジャ・ベハ

### 過去
- 瀬戸朝香
- 知花くらら
- ジョジー・マラン

## Power of MAYBE
夢に向かってパワフルかつポジティブに頑張る女性を応援するキャンペーンとして、"Power of MAYBE"を2006年7月より公式サイトを立ち上げ、NYで活躍する日本人女性がリレー式に生活を綴るなど、NYブランドというアイデンティティを生かした活動をしている。以前「夢・応援資金」として、女性たちが実現したい夢をかなえるためのサポートをするキャンペーンを実施していた。